# Scoop (album)
Pour les articles homonymes, voir Scoop.
Albums de Pete Townshend
All the Best Cowboys Have Chinese Eyes
(1982) White City: A Novel
(1985)
Scoop est un album de Pete Townshend sorti en 1983. Cette compilation réunit des démos de chansons des Who, dont certaines inédites.

## Titres

### Face 1
1. So Sad About Us/Brrr – 4:44
2. Squeezebox – 2:27
3. Zelda – 2:25
4. Politician – 3:37
5. Dirty Water – 2:08
6. Circles – 2:10
7. Piano: 'Tipperary' – 1:00

### Face 2
1. Unused Piano: 'Quadrophenia' – 2:34
2. Melancholia – 3:17
3. Bargain – 4:13
4. Things Have Changed – 2:25
5. Popular – 2:29
6. Behind Blue Eyes – 3:27

### Face 3
1. The Magic Bus – 4:22
2. Cache, Cache – 3:44
3. Cookin' – 3:20
4. You're So Clever – 4:18
5. Body Language – 1:32
6. Initial Machine Experiments – 1:53

### Face 4
1. Mary – 3:20
2. Recorders – 1:18
3. Goin' Fishin' – 2:54
4. To Barney Kessell – 2:01
5. You Came Back – 4:07
6. Love Reign O'er Me – 4:56